# Усты (Сухиничский район)
Усты́ — деревня в Сухиничском районе Калужской области. Входит в состав сельского поселения «Деревня Радождево».

## География
Находится в центральной части Калужской области, в пределах северо-западной части Среднерусской возвышенности на берегах реки Устик, на расстоянии примерно 15 километров (по автодорогам) к югу от города Сухиничи — административного центра района.

## Население
| 1989 | 2002 | 2010 |
| ---- | ---- | ---- |
| 122  | ↘43  | ↘35  |

### Национальный состав
Согласно результатам переписи 2002 года, в национальной структуре населения русские составляли 98 %.

## История
Поселение известно с допетровских времён. По свидетельству русского инженера и архитектора Н. И. Рошефора, в 1662 году в Устах была возведена Покровская деревянная одноэтажная церковь с колокольней. Церковь возобновлена в 1836 году, а древнее Евангелие отправлено на хранение в Калужскую семинарскую библиотеку.
В атласе Калужского наместничества, изданного в 1782 году, упоминается и нанесено на карты село Усть Козельского уезда — на левом берегу речки Устюки, Алексея и Николая Ивановых, детей Шепелевых, при 43 дворах, по ревизской описи числилось 358 душ
В 1858 году село (вл.) Усты 1-го стана Козельского уезда, при речке УстикахҌ, православной церкви, 79 дворах и 613 жителях — по правую сторону Болховской транспортной дороги.
К 1914 году Усты — село Стреленской волости Козельского уезда Калужской губернии. В 1913 году население 1181 человек, имелась собственная земская школа.
В 1927 году Усты вошло в состав образованного Сухиничского уезда Калужской губернии, позднее Сухиничского округа Западной области РСФСР. С 1944 года в составе Сухиничского района Калужской области.
В годы Великой Отечественной войны село было оккупировано войсками Нацистской Германии с начала октября 1941 года по конец марта 1942 года.

## Комментарии
1. ↑  Храм разрушен в 30-е — 40-е годы XX века[6].